# Hrabstwo El Paso (Teksas)

Piramida wieku hrabstwa

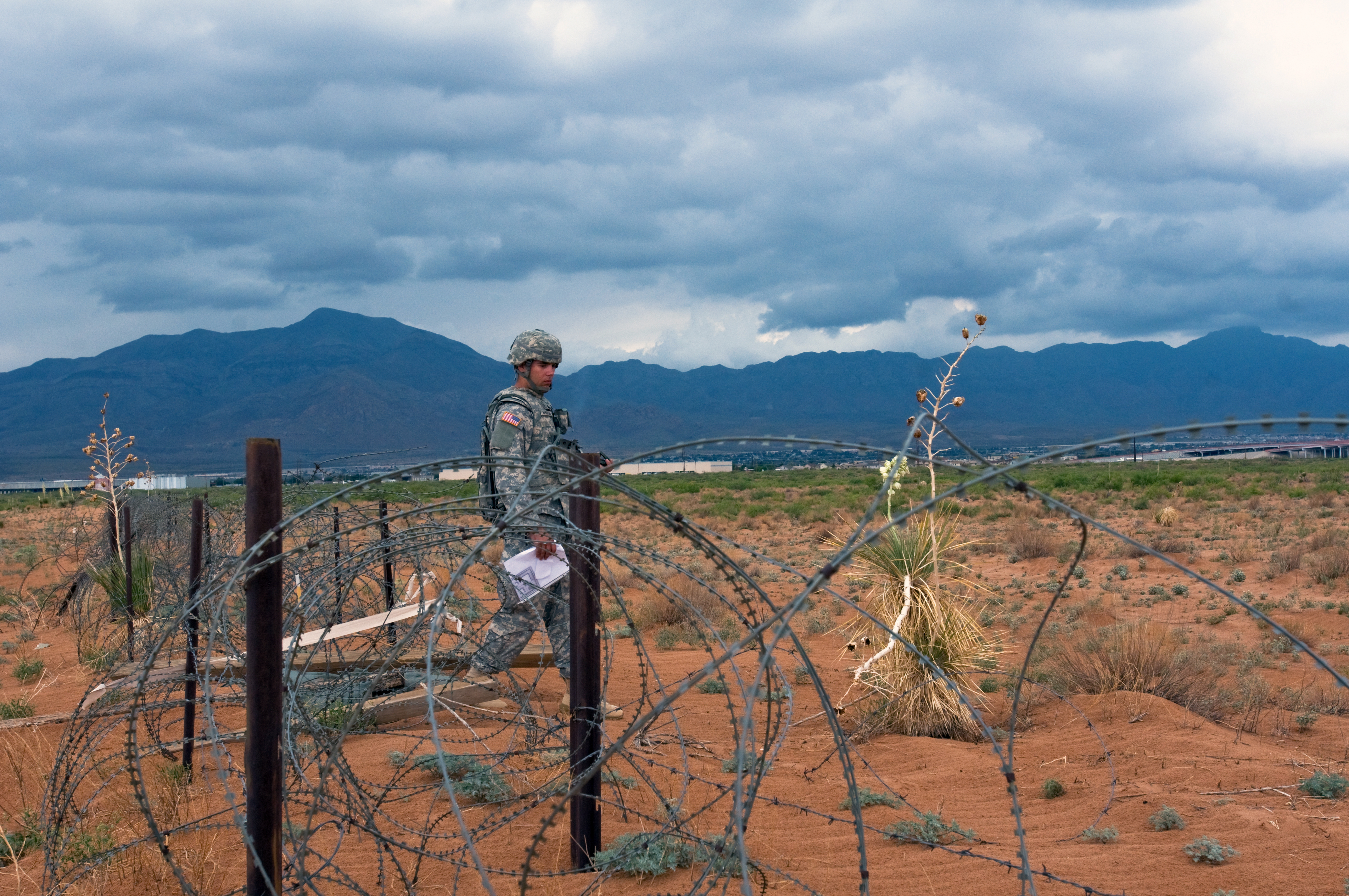
Fort Bliss

Hrabstwo El Paso – hrabstwo położone w USA, najbardziej wysunięte na zachód w stanie Teksas. Utworzone w 1848 r. Siedzibą hrabstwa jest El Paso. W hrabstwie znajduje się Fort Bliss, jedna z największych baz i poligonów armii amerykańskiej. 

## Sąsiednie hrabstwa i gminy
- Hrabstwo Doña Ana, Nowy Meksyk – północny zachód
- Hrabstwo Otero, Nowy Meksyk – północny wschód
- Hrabstwo Hudspeth, Teksas – wschód
- Gmina Guadalupe, Chihuahua, Meksyk – południe
- Gmina Juárez, Chihuahua, Meksyk – południe
- Gmina Práxedis G. Guerrero, Chihuahua, Meksyk – południowy wschód

## Miasta
- Anthony
- Clint
- El Paso
- Horizon City
- Socorro
- Vinton (wieś)

## CDP
- Agua Dulce
- Butterfield
- Canutillo
- Fabens
- Homestead Meadows North
- Homestead Meadows South
- Morning Glory
- Prado Verde
- San Elizario
- Sparks
- Tornillo
- Westway

## Gospodarka
W 2020 roku najpopularniejszymi sektorami zatrudnienia dla mieszkańców hrabstwa El Paso są: opieka zdrowotna i pomoc społeczna (49 542 osób), usługi edukacyjne (44 778 osób), handel detaliczny (41 817 osób), zakwaterowanie i usługi gastronomiczne (29 523 osób), budownictwo (25 107 osób), produkcja (23 533 osób), administracja publiczna (23 505 osób), usługi administracyjne, wsparcia i gospodarki odpadami (22 068 osób), oraz transport i magazynowanie (21 609 osób).
Rolnictwo zdominowane jest przez uprawy orzechów pekan i innych owoców, choinek (23. miejsce w stanie), bawełny i warzyw. Ponadto hodowla owiec, kóz i koni. 

## Demografia
W latach 2010–2020 populacja hrabstwa wzrosła o 8,1% do 865,7 tys. mieszkańców. Według danych z 2020 roku skład rasowy wyglądał następująco:
- Latynosi – 82,9%
- biali nielatynoscy – 11,4%
- czarni lub Afroamerykanie – 4,2%
- Azjaci – 1,4%
- rdzenni Amerykanie – 1,1%.

## Religia

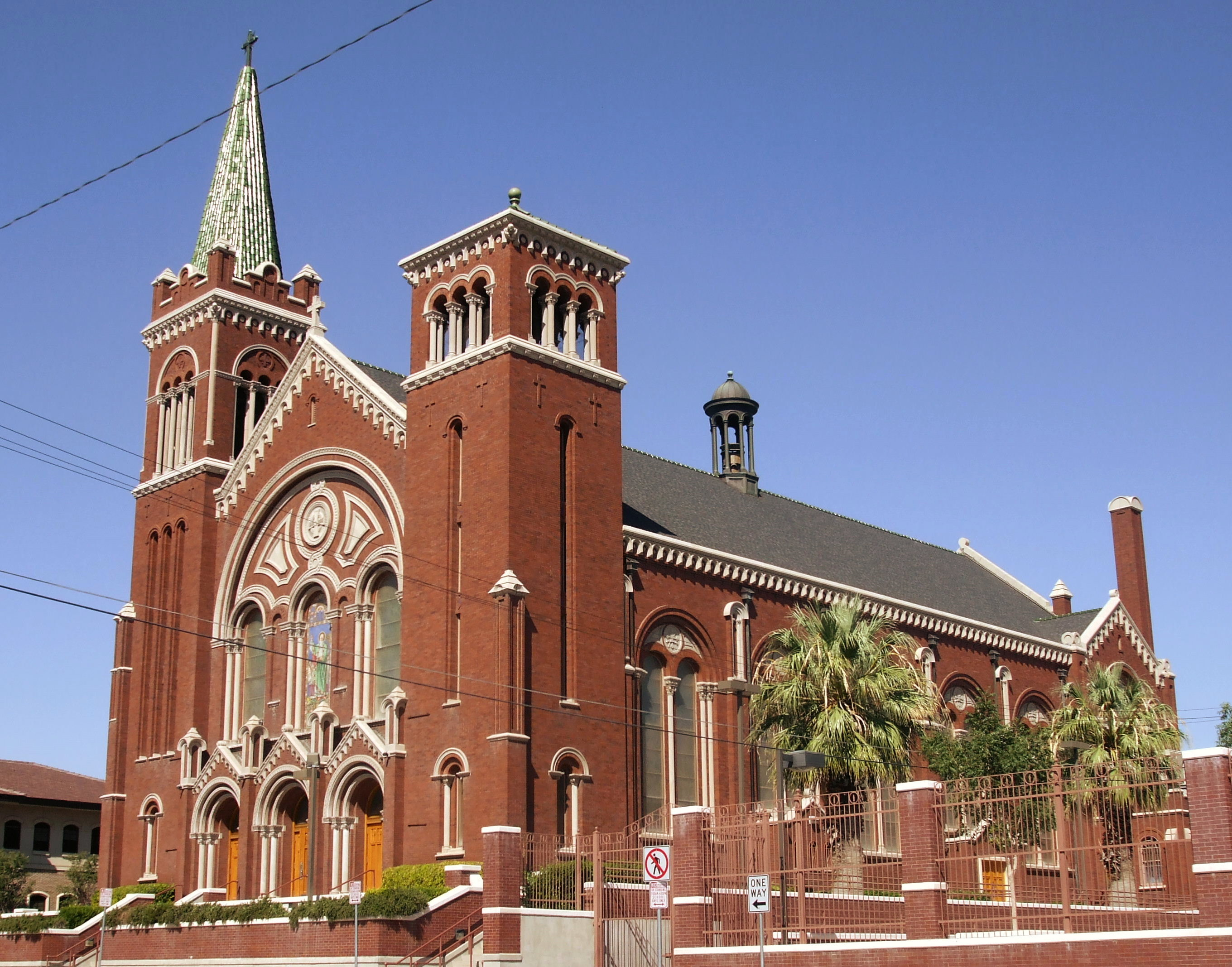
Katedra katolicka w El Paso

Według danych z 2020 roku członkami poszczególnych ugrupowań byli:
- katolicy – 48%
- ewangelikalni protestanci – ponad 10%
- świadkowie Jehowy – 1,8%
- mormoni – 1,1%.